# Пиратин
Пира́тин — село в Україні, у Шептицькому районі Львівської області. Населення становить 730 осіб. О
Навчальний заклад — Пиратинський НВК, з 2021 року - Гімназія с. Пиратин.

## Відомі люди
- Грицак Євген Михайлович — український педагог, мовознавець, публіцист